# Peperomia stenostachya
Peperomia stenostachya är en pepparväxtart som beskrevs av C. Dc.. Peperomia stenostachya ingår i släktet peperomior, och familjen pepparväxter. Inga underarter finns listade i Catalogue of Life.